# Palacios de Fontes y Pacheco
El palacio Fontes es un inmueble del siglo XVIII situado en el casco histórico de la ciudad de Murcia (Región de Murcia, España), concretamente en la plaza Fontes, donde forma un conjunto arquitectónico con el contiguo palacio de los Pacheco, edificación del siglo XVI. En la actualidad, el palacio Fontes es sede de la Confederación Hidrográfica del Segura.

## Historia
La familia Fontes perteneció a la casa de Torre Pacheco. La fortuna de los Fontes provino en gran medida de D. Alonso de Carrillo de Albornoz, quien donó los bienes que poseía en Murcia a mediados del siglo XV a Mosén Juan Fontes Mirón, esposo de Dña. Isabel Albornoz y Roca.

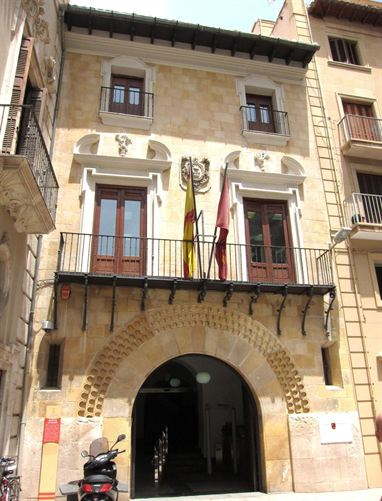
Fachada renacentista del Palacio Pacheco.

La primera casa solariega de los Fontes la realizó D. Onofre Fontes de Avilés en el siglo XVI, y ocupaba una parte del perímetro de la manzana actual, en la antiguamente conocida como plazuela de los Abades. Lo que queda de este palacio renacentista es el actual palacio de los Pacheco. Nombre que se le dio debido a que Macías Fontes y Carrillo de Albornoz recibió el título de Marqués de Torre Pacheco en 1692 por Carlos II de España.
El nuevo palacio de la dinastía, el llamado palacio Fontes, lo mandó construir en pleno siglo XVIII sobre gran parte del solar que ocupaba el anterior, Don Baltasar de Fontes y Melgarejo.
El palacio de los Pacheco fue la primera sede que tuvo el Instituto Saavedra Fajardo -en origen instituto femenino- fundado en 1939. En las últimas décadas acogió a una de las Consejerías de la Comunidad Autónoma de la Región de Murcia, aunque recientemente ha sido vendido a manos privadas.
Mientras, el palacio Fontes es la sede de la Confederación Hidrográfica del Segura desde 1928. A principios de los 90 del siglo XX vivió una profunda remodelación en su interior, respetando y restaurando la fachada principal.

## Arquitectura

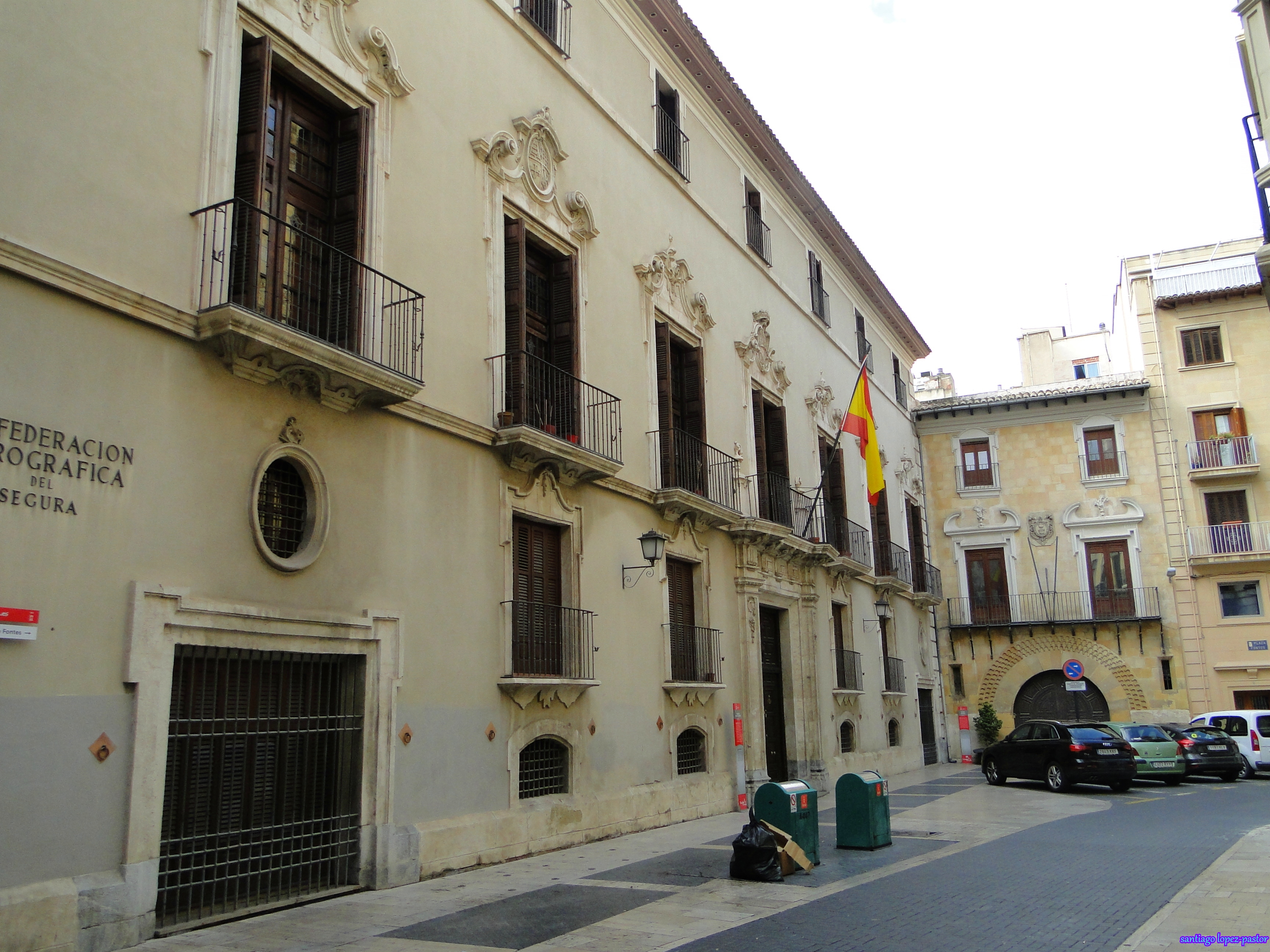
Imagen de conjunto de los palacios de Fontes y Pacheco, en la placeta Fontes

El palacio de los Pacheco es un inmueble con rasgos del renacimiento, sobre todo en su entrada principal, compuesta por un arco de medio punto enmarcado con molduras. Cuenta con una planta noble con balcón corrido y un escudo nobiliario entre los dos ventalanes principales. El edificio se culmina con una planta en forma de desván o cámara.
El palacio de Fontes es un buen ejemplo de la tipología arquitectónica de edificio privado del siglo XVIII murciano, a base de elementos constructivos pobres, como ladrillo, cubierto por reboco de yeso, y piedra para la puerta de acceso. El inmueble está distribuido en cuatro plantas; semisótano, entresuelo, planta principal o noble, y desvanes o cámaras. De ellas la principal acapara los elementos decorativos, siempre a base de listas o molduras de yeso enmarcando los vanos, muy del gusto rococó, mostrando la evolución de la arquitectura palaciega de la ciudad en la segunda mitad del siglo.
En las mencionadas molduras que coronan los ventanales se encuentran los escudos de las nobles familias ascendientes de los Fontes, como son los Carrillo de Albornoz, los Castilla, los Riquelme y los Avilés.